# Сухолом (Калужская область)
Сухолом  (ранее Петровское, Суколомы) — деревня в Юхновском районе Калужской области России. Входит в состав сельского поселения «Село Щелканово».

## География
Расположена в 4 км от села Щелканово. Возле деревни имеется пруд.

## Население
| 2002 | 2010 |
| ---- | ---- |
| 3    | ↘2   |

В деревне располагалась усадьба, основанная в середине XVIII века. Помещица Е. С. Дурново владела усадьбой в конце XVIII столетия, в середине XIX она принадлежала дворянину Н. П. Деткову и после его наследникам.
В середине XVIII века в деревне также была построена церковь в стиле барокко, освящена в честь святых апостолов Петра и Павла. В начале XIX века отдельно была поставлена колокольня, выполненная в стиле классицизм. На начало XXI века и церковь и колокольня сохранились, здания не используются и находятся в заброшенном состоянии. Ещё одним напоминанием о бывшей усадьбе является парк из смешанных пород деревьев с пейзажной планировкой. Парк зарос, имевшийся в нём пруд высох.

## История
Входила в состав Мещовского уезда.